# Ignacio Camacho López de Sagredo
Ignacio Camacho López de Sagredo (Marchena, provincia de Sevilla, 21 de noviembre de 1957) es un periodista español. 

## Trayectoria
Se licenció Filología Hispánica por la Universidad de Sevilla. Sus primeras experiencias profesionales fueron en medios escritos de su Andalucía natal, como  Nueva Andalucía y El Correo de Andalucía (1980-1982). Pasa seguidamente a Diario 16, periódico en el que trabajó hasta 1996 y del que, además de ser columnista, llegó al puesto de subdirector. Su siguiente destino fue el diario El Mundo, del que llega a ser subdirector, además de columnista. En noviembre de 2000 se incorpora al ABC como adjunto al director y en julio de 2004, fue nombrado director, en sustitución de José Antonio Zarzalejos. Ejerce el cargo por un año.
Con posterioridad ha continuado trabajando en el mismo periódico como columnista y editorialista.
Además, es colaborador habitual como comentarista político en numerosos programas de debate en España tanto de radio (Herrera en la onda y La Brújula de Onda Cero, hasta 2015 y desde entonces Herrera en COPE, La tarde de COPE con Ángel Expósito y La linterna de COPE), como de televisión: Día a día (hasta 2004), Cada día (2004-2005), conducidos ambos por María Teresa Campos, en Telecinco y Antena 3 respectivamente, Madrid opina (2006-2011) en Telemadrid, El debate de la 1 (2012-presente) y La noche en 24 horas (2012- ), ambos en TVE y Espejo Público (2011- ), en Antena 3.
Ha escrito diversos libros de análisis político entre los que cabe citar El huerto del asistente (1990), sobre el caso Juan Guerra, Crónica de un sueño, centrada en la Transición en Andalucía, o Memoria del paisaje, junto a otros autores.

## Premios
- Premio González Ruano de periodismo (2008), otorgado por la Fundación MAPFRE, por su artículo obituario Umbrales, publicado en el periódico ABC.
- Premio Mariano de Cavia del diario ABC (2010).
- Premio ABC Cultural & Ámbito Cultural (2013).